# أكامبروسيت
أكامبروسيت ، والمعروف أيضًا بالاسم التجاري كامبرال، هو أحد الأدوية التي تستخدم لعلاج إدمان الكحول.
فكرة عقار الأكامبروسيت أنه يحقق التوازن الكيميائي في الدماغ الذي اختل بسبب إدمان الكحول، ربما عن طريق غلق مستقبلات N-methyl-D-Aspartate الجلوتامينية، في الوقت الذي ينشط فيه مستقبلات gamma-aminobutyric acid (GABA) النوع أ. [1] تشير التقارير إلى أن أكامبروسيت يعمل فقط في حالة حضور مجموعات الدعم النفسي لضحايا الإدمان، بالإضافة إلى الامتناع التام عن تعاطي الكحول.[2] بعض الآثار الجانبية الخطيرة تشمل تكون رد فعل مناعي ضد الدواء (حساسية)، عدم انتظام ضربات القلب، وانخفاض أو ارتفاع ضغط الدم، في حين أن الآثار الجانبية ألاقل خطرًا تشمل الصداع، الأرق، والعجز الجنسي. [4] لا ينبغي تعاطي (أكامبروسيت) من قبل ألاشخاص الذين يعانون من مشاكل في الكلى أو لديهم حساسية للدواء. [6]

اكامبروسيت الكالسيوم

تتولى مختبرات فورست تصنيع وتسويق كامبرال في الولايات المتحدة، بينما تسوقها شركة ميرك خارج الولايات المتحدة. يباع كامبرال بجرعة تبلغ 333 مجم من مركب كالسيوم الأكامبروسيت، وهو ما يعادل 300 مجم من الأكامبروسيت، وهو يصنع على هيئة أقراص بيضاء عديمة الرائحة. [8]

## الموافقة
رغم أن إدارة الغذاء والدواء (FDA) في الولايات المتحدة وافقت على هذه الدواء في تموز / يوليو 2004، فقد كان الدواء قانونيًا ومستخدمًا في أوروبا منذ عام 1989. بعد أن وافقت على الدواء، أصدرت إدارة الأغذية والعقاقير هذا البيان:
«على الرغم من آلية عمله ليست مفهومة تمامًا، فإنه من المعتقد أن كامبرال يعمل على المسارات العصبية في الدماغ، المتصلة بتعاطي الكحول. أظهر كامبرال انه آمن وفعال بعد دراسات سريرية متعددة قياسية تضمنت مجموعات من مدمني الكحول الذين توقفوا عن تعاطيه. ثبت كامبرال متفوقة على همي في الحفاظ على العفة (حفظ المرضى من تناول الكحول)، كما يتضح من نسبة أكبر من المعاملة اكامبروسيت المواضيع التي يجري تقييمها بشكل مستمر كما حافظت على عفة المرضي في جميع أنحاء العلاج. كامبرال لايدمن، وكان بواجه تحمل عام جيد في التجارب السريرية. معظم الأحداث السلبية وذكرت بانها مشتركة للمرضى مع كامبرال شملت الصداع، والإسهال، وانتفاخ البطن، والغثيان.» 

## نتائج الدراسة
معهد سكريبس للبحوث أجرت دراسة عمياء مزدوجة لمقارنة فعالية بين استخدام اكامبروسيت وهمي بالاشتراك مع العلاج النفسي. وكانت نقطة النهاية الأولية تقييم النسبة المئوية للأيام الخالية من الكحول. وخلص الباحثون أن اكامبروسيت هو «فعال» وآمن.
وقد أجريت آخر دراسة قام بها مستشفى الأميرة الكسندرا في بريسبان مقارنة استخدام اكامبروسيت، النالتريكسون، وعلى حد سواء في المخدرات مرة واحدة في الأسبوع، دراسة 12. من 59 مريضا تم اختبار ثلاث مجموعات مع العلاج السلوكي المعرفي؛ كل مجموعة مع كل شكل من أشكال المعاملة المبينة لهذه الدراسة. وترد النتائج أدناه.

! 
! نسبة حضور برنامج
! معدلات الامتناع عن ممارسة الجنس
! متوسط عدد أيام الامتناع عن ممارسة الجنس 1
! أيام حتى أول خرق للامتناع 1

| --
| اكامبروسيت المجموعة
| 66.1 ٪
| 50.8 ٪
| 45.07 أيام
| 26.79 أيام
| --
| النالتريكسون المجموعة
| 79.7 ٪
| 66.1 ٪
| 49.95 أيام
| 26.7 أيام
| --
| مجموعة تركيبة الدواء
| 83.1 ٪
| 67.8 ٪
| 53.58 أيام
| 37.32 أيام
|)
1 هذه الإحصائية ينطبق على المرضى الذين لم يتمكنوا من البقاء ممتنعين طوال فترة 84 يوما بأكملها.
وخلصت هذه الدراسة إلى أن مزيجا من الأدوية بصفة عامة أكثر شعبية، واسفرت عن نتائج أفضل من استخدام إما المخدرات وحدها.

## فسيولوجية العمل
الكحول يثبط نشاط مستقبلات البيوكيميائية ليالي تدعي (مستقبلات ن-ميثيل-د-اسبارتاتي) المستقبلة، أو ال ن-م-د-ا-ر، حتى أن استهلاك الكحول المزمن يؤدي إلى الإفراط في عمل هذه المستقبلات. وهكذا، فجأة الامتناع الكحول يسبب هذه الأرقام المفرط للال ن-م-د-ا-ر أن تكون أكثر نشاطا من المعتاد، وإنتاج العوارض للهذيان الارتعاشي وفاة الخلايا العصبية والاثارة السامة للاعصاب. الانسحاب من الكحول يدفع زيادة في الإفراج عن ناقل عصبي مثير يشبه الغلوتامات، الذي ينشط ال ن-م-د-ا-ر. اكامبروسيت يقلل من هذه الطفرة الغلوتامات. المخدرات كما يحمي الخلايا المستزرعة في اثارة السامة للاعصاب الناجمة عن انسحاب الايثانول.، والتعرض الغلوتامات مجتمعة مع انسحاب الايثانول.

### امكانية الحماية العصبية
وبالإضافة إلى ما يبدو من قدرتها على مساعدة المرضى على الامتناع عن الشرب، وبعض الأدلة تشير إلى أن اكامبروسيت نيوروبروتيكتيفي (أي أنه يحمي الخلايا العصبية من الضرر والوفيات الناجمة عن تأثيرات انسحاب الكحول وغيرها من التاثيرات ربما). على سبيل المثال، وجدت اكامبروسيت انها تحمي الخلايا من التلف زرع الخلايا الناجمة عن فقر الدم موضعيا (عدم كفاية تدفق الدم). أيضا، هذه المخدرات تحمي القداد الرضع من تلف في الدماغ الناجم عن حقن السم حامض ايبوتانيك، مما يؤدي إلى تفاقم اثارة سامة للاعصاب (زيادة نشاط المضرة للمستقبلات الغلوتامات.